# Klaus Berends
Klaus Berends (* 20. August 1958 in Papenburg/Ems) ist ein deutscher Maler, Bildhauer und Konzeptkünstler.

## Leben
Zusammen mit seinen Eltern lebte Berends bis zu seinem fünften Lebensjahr auf einem Binnenschiff. Nach Schule und Handwerkslehre studierte er an der Hochschule für Künste Bremen.
1986 schuf er als Abschlussarbeit einen Bühnenentwurf für Samuel Becketts Der Verwaiser. Er lebt und arbeitet auf Fuerteventura und in Berlin.

## Künstlerisches Wirken
In seinen nichtgegenständlichen, flächigen Arbeiten verwendet Berends Farben der Erde, des Sandes und der unterschiedlichsten, auch gefundenen Materialien. Das Motiv des Erdmagnetismus spielt in seiner Malerei wie auch in seinen Plastiken aus Draht, optischen Gläsern und verfremdeten Materialien eine immer wiederkehrende Rolle. Berends befasst sich zunehmend mit aktuellen Themen wie Umweltzerstörung, Nord-Süd-Gefälle und der Migrationsproblematik. Bekannt wurde Berends durch sein Großprojekt Ihr seid das Salz der Erde in der Kunsthalle Dominikanerkirche Osnabrück (2004) und durch seine Installationen Luftreserven anlässlich seiner Teilnahme an der 3. Biennale am Ende der Welt in Ushuaia (2011).

## Ausstellungen (Auswahl)

### Einzelausstellungen
- 1985: VOOS Art, Bremen
- 1985: Haus Bid Klamphauer, Papenburg
- 1991: Sala de Expositiones, Puerto des Rosario
- 1994: Canoa, Kulturzentrum Rendsburg
- 1998: Renewal Part, S.S.America, Schiffahrtsmuseum Bremerhaven
- 2001: Ihr seid das Salz der Erde, Intervention in einer Entsalzungsanlage, Tarajalejo, Fuerteventura
- 2004: Ihr seid das Salz der Erde, Dominikanerkirche, Osnabrück
- 2006: Campos - Felder - Fields, Centro de Arte Juan Ismael, Pto. del Rosario
- 2013: Galerie Clasing-Etage, Münster

### Gruppenausstellungen
- 1984: Villa Ichon, Bremer Förderpreis
- 1990: Hommage G.Altenbourg, Leipzig
- 1991: Le citta invisibili, Neuer Sächsischer Kunstverein, Dresden
- 1993: Before Blue, Lichthaus, Bremen
- 1997: Ligna, Hannover
- 1999: Cert. de Pintura, Las Palmas, G.C.
- 2003: Europ. Produzentengalerie, Göttingen
- 2004: Museo del Agua, Lissabon
- 2010: Ruhrbiennale, Liebfrauenkirche Duisburg
- 2011: Galerie Michaela Helfrich, Berlin
- 2011: 3.Bienal del Fin del Mundo, Ushuaia
- 2014: Oscilaciones, Museo del Caribe, Barranquilla

## Projekte und TV-Dokumentationen (Auswahl)
- 1999: Lichtschiff, Barco de Luz, Manfred Preckel für NDR 3
- 2001: Ihr seid das Salz der Erde, Ilona Grundmann für ZDF

## Arbeiten in Sammlungen (Auswahl)
- Sammlung der Deutschen Bank, Berlin
- Kupferstichkabinett, Dresden